# Virginia Halas McCaskey
Virginia Halas McCaskey (Chicago, 5 gennaio 1923 – Chicago, 6 febbraio 2025) è stata una dirigente d'azienda statunitense.
È stata la proprietaria di maggioranza dei Chicago Bears della National Football League. Era la figlia più anziana del proprietario e allenatore dei Bears George Halas, che lasciò la squadra alla figlia alla sua morte nel 1983, e di Minnie Bushing Halas. Dopo la morte del proprietario dei Buffalo Bills Ralph Wilson nel marzo 2014, è diventata la proprietaria più anziana della NFL.
Il suo titolo formale all'interno dell'organizzazione dei Bears era secretary of the board of directors. Tuttavia deteneva effettivamente l'80% della squadra.

## Biografia
Il fratello di McCaskey, George "Mugs" Halas Jr., avrebbe dovuto essere l'erede della franchigia ma morì improvvisamente di attacco cardiaco nel 1979. Per tale motivo, quando anche il padre scomparve, McCaskey ereditò la squadra che andò a vincere il Super Bowl XX. Negli anni novanta la squadra invece faticò e, a partire dal 1999, fu una proprietaria che si intromise poco negli affari del club. Il figlio Michael McCaskey fu il presidente della squadra dal 1983 al 1999 e chairman of the board fino al 6 maggio 2011, quando il fratello George McCaskey assunse tale ruolo. Il presidente Ted Phillips assunse in seguito il controllo operativo, così per la prima volta nella storia la franchigia non fu guidata da un membro della famiglia Halas o McCaskey.
Il marito di Halas, Ed McCaskey, è stato in precedenza chairman e tesoriere dei Bears. Anche se McCaskey alcun controllo ufficiale della franchigia, agì come proprietario assieme alla moglie fino alla sua morte nel 2003.
Il 21 gennaio 2007, accettò il trofeo del titolo della NFC, che porta il nome del padre. Lo definì "il suo giorno più felice finora", dopo che i Bears batterono i New Orleans Saints guadagnando la qualificazione al Super Bowl XLI.
Dopo la morte del proprietario degli Arizona Cardinals Bill Bidwill nell'ottobre 2019, McCaskey è diventata la proprietaria di più lungo corso della NFL.